# Норское
Но́рское — посёлок на северо-западной окраине города Ярославля, расположенный на правом берегу реки Волги в устье её притока — речки Норы.

### Специфичные топонимы
Кроме уже упомянутых «Чёртового угла» и «Дуная» (названного, по видимому, за такую же «чистоту», как и река), в Норском был также и свой «Аквариум» — продовольственный магазин в конце ул. Демьяна Бедного, расположенный в стык с первым этажом кирпичной «хрущёвки», построенной в 1963 году. Название было связано с тем, что при постройке его внешние стены, без учёта сурового климата, были выполнены из стекла, снизу доверху. В начале 1990-х гг. стены были перестроены, стёкла остались только в верхней части, но неофициальное название магазина среди старожилов оставалось довольно долго, сейчас этот магазин носит название «Наш квартал». «Поповка» — название окрестностей храма Троицы на правом берегу Норы, происхождение термина старое и достаточно очевидное.

## География

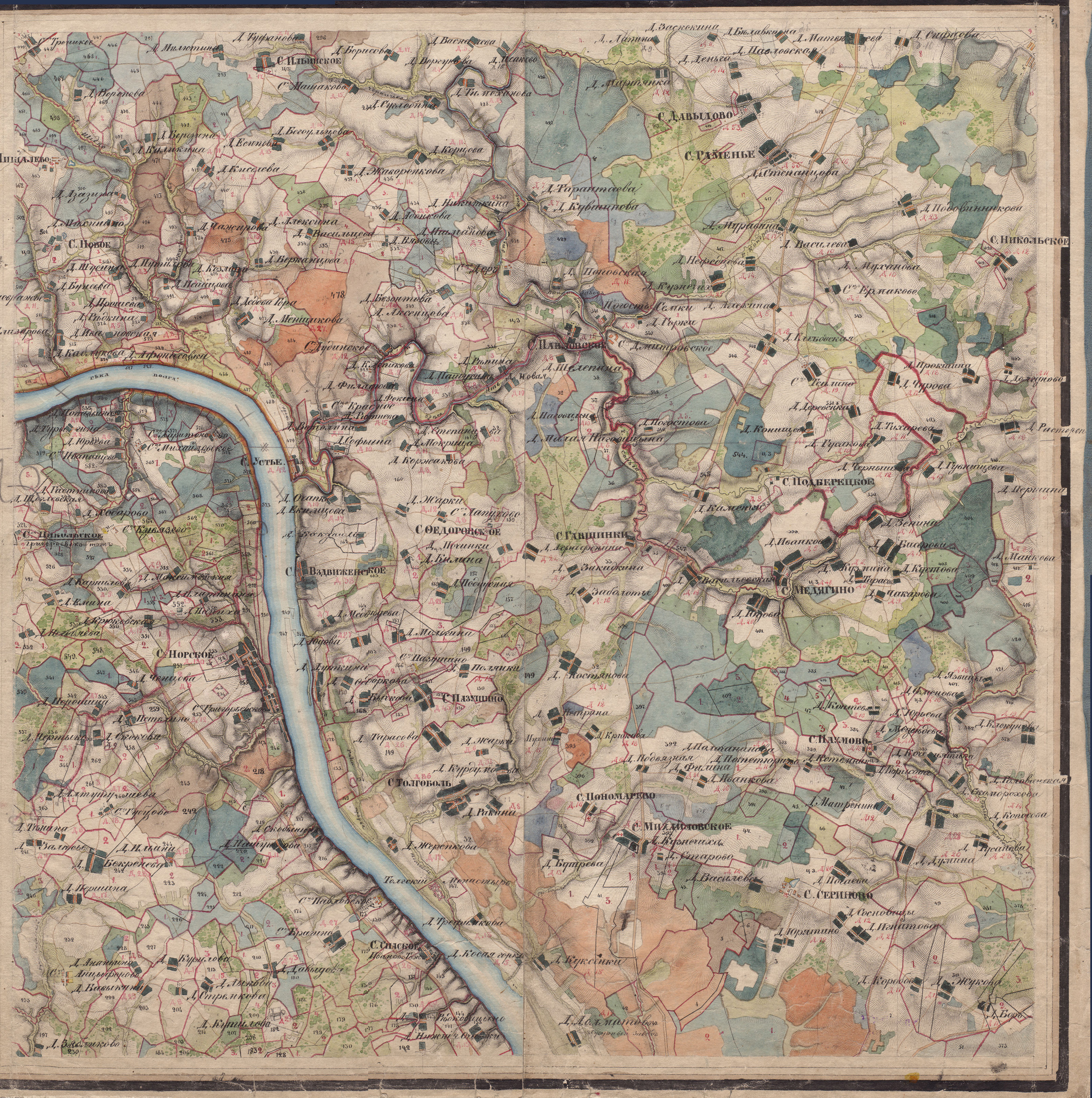
Северные окрестности Ярославля, из «Атласа Ярославской губернии» 1858 года

Расположено на правом берегу Волги, ограничивающей Норское с востока, выше и ниже впадения в неё Норы.

### Волга
Волга у Норского делает поворот налево, поэтому с берега просматривается на несколько километров: вверх — до Устья, стоящего у впадения в неё Ити, а вниз — до ярославского железнодорожного моста, который, впрочем, уже закрыт новым автомобильным мостом через Волгу. Для информации о повороте на берегу в двух местах (у лодочной станции при впадении в Волгу «Дуная» и у старого спуска грузовиков с набережной к бывшему месту разгрузки древесины в центральном Норском) установлены створные знаки.

### Части посёлка
Делится Норой и её оврагом надвое — на северную и южную части. Северная часть в настоящее время состоит из Норского посада, являющегося исторической, самой старой и наиболее вытянутой вдоль Волги частью Норского, и районом новых домов, ЖК «Норские резиденции». Южная часть в основном застраивалась в период строительства Рыбинской ГЭС — в народе переселенцев называли — «мологскими», поскольку это были, в основном, жители с затапливаемых пойменных земель реки Молога. Местные жители, в свою очередь, разделяют южное Норское на «Фабрику» (места, прилегающие к «Красному Перевалу», в основном состоящие из многоквартирных жилых домов) и из частных одноэтажных домиков в местечке «Чёртов угол» (расположен в треугольнике ул. Куропаткова — ул. Большая Норская — речка Нора, назван так за нерегулярность структуры улиц и переулков) и центральное Норское (от ул. Куропаткова до 1-й Норской набережной Волги). Фабричный район разделён небольшим оврагом, по которому протекает ручеёк с громким названием «Дунай». Через этот овраг вместо мостов насыпано несколько дамб, а для ручья проложены трубы.
К западу от Норского посада, но к востоку от дороги в Рыбинск, расположены Норский завод керамических изделий (НЗКИ) и (севернее) старый кирпичный завод, за ними расположены старые карьеры. Благодаря этим заводам, практически все многоквартирные дома (за исключением двух девятиэтажных) в Норском кирпичные, панельных «хрущевок» нет. Между НЗКИ, западной частью Норского посада и восточной частью ЖК «Норские резиденции» расположено закрытое для новых захоронений Григорьевское кладбище, которое жители Ярославля иногда называют Норским кладбищем.

### «Соседи» Норского
С юга от Норского расположены жилой район Пашуково и посёлок Скобыкино; с запада — с поля, среди которых проходит трасса Р151 Ярославль — Тутаев — Рыбинск и которые сейчас уже отведены под жилищное строительство, а также с СНТ «Текстильщик-2». На севере за Норским, сразу за речушкой Галкой, расположен Сельский луг, тянущийся до Михайловского леса. На противоположном берегу Волги, которая является естественной восточной границей Норского, расположен посёлок Дудкино. У дудкинского берега напротив Норского посада в русле Волги намыты полуостров, где также летом ранее бывала пристань, и безымянный остров.
До революции к Норско-Посадскому приходу Благовещенской церкви относилась находящаяся примерно в 6-7 км от Норского деревня Кутилово «при пруде и колодце», в которой на 1901 год насчитывалось 4 двора. Сейчас это — место пересечения проспекта Дзержинского и улицы Громова.

### Важнейшие улицы и дороги Норского

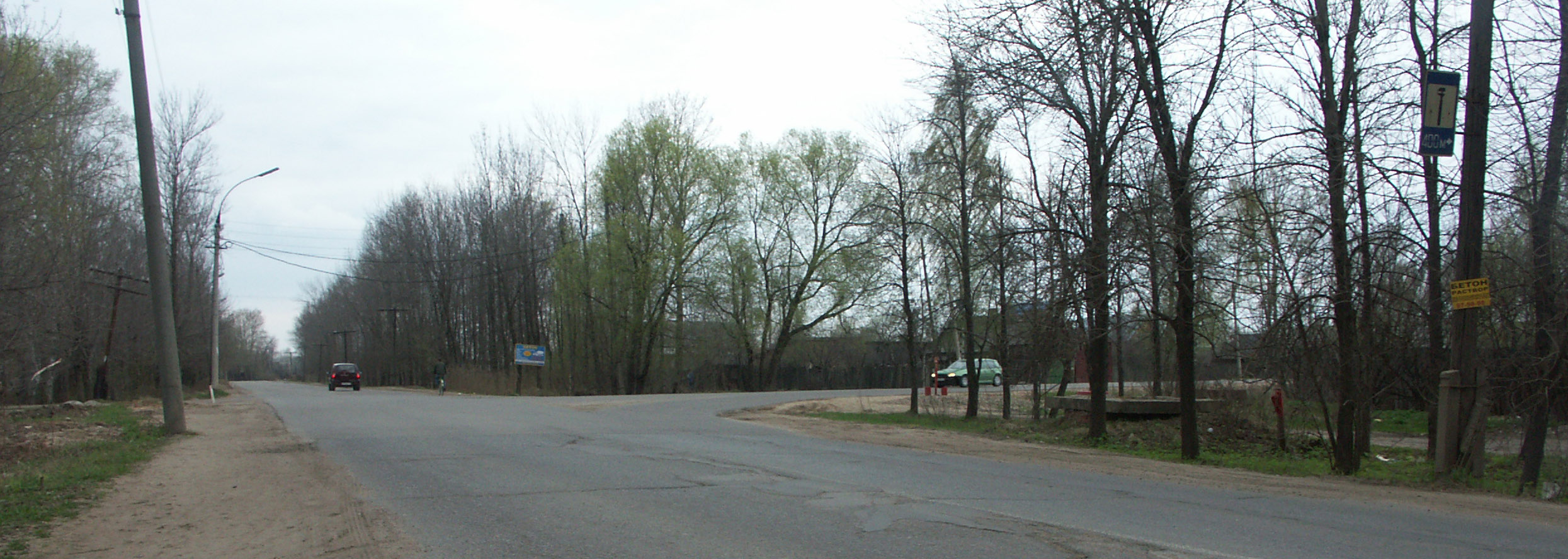
От Большой Норской улицы направо отходит улица Куропаткова

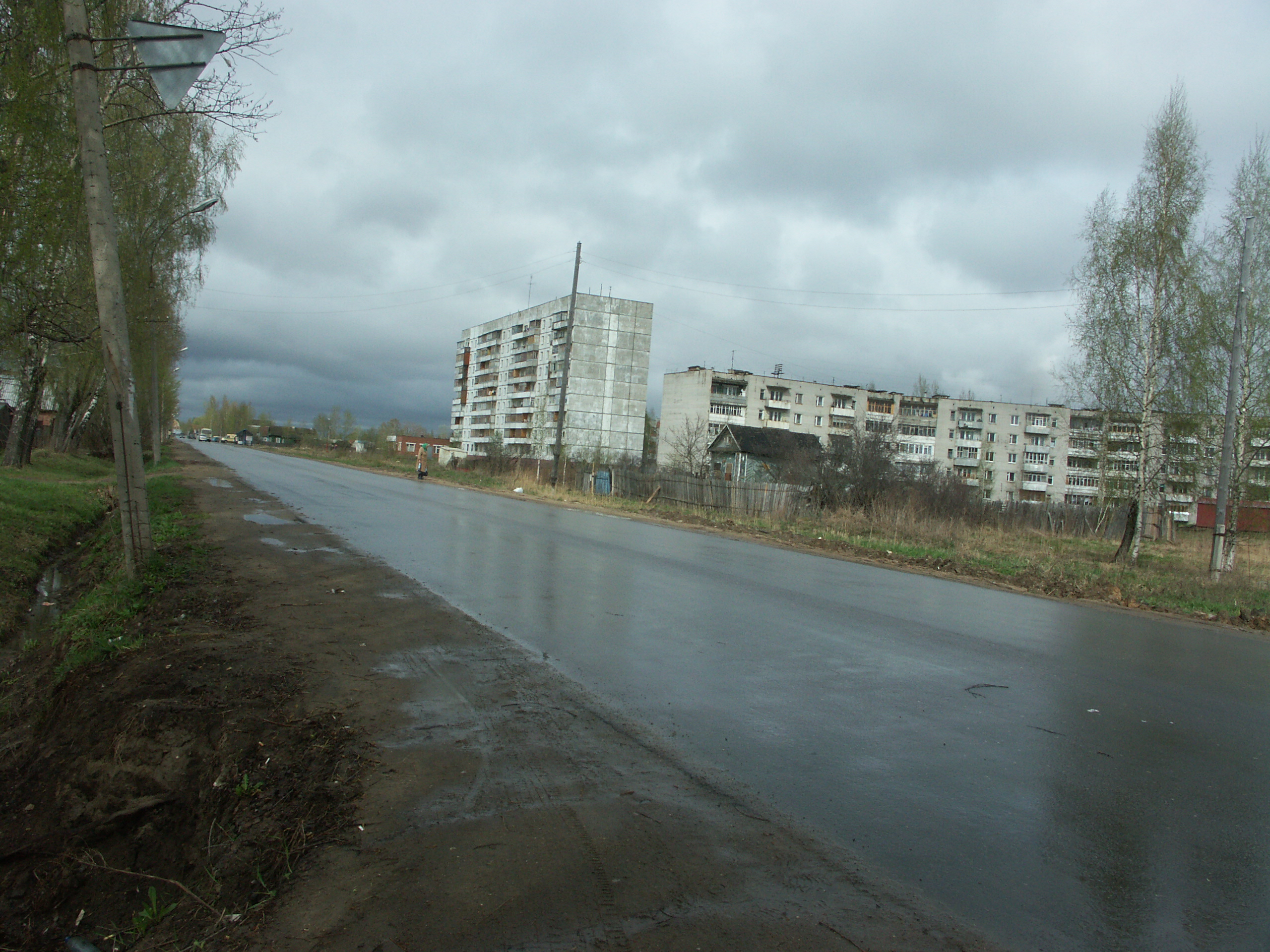
Улица Куропаткова, вид от перекрёстка с Бол. Норской ул.

Самой оживлённой улицей Норского является Большая Норская улица, фактически — окончание Тутаевского шоссе. Она идёт до самого моста через Нору по дороге в Тутаев и Рыбинск. У троллейбусного кольца направо от неё отходит улица 1905 года, идущая до фабрики «Красный Перевал». В 100 метрах после переезда через «Дунай» от Большой Норской отходит вторая по транспортному значению улица Куропаткова (до присоединения Норского к Ярославлю называвшаяся Ярославским шоссе), идущая до спуска на мост, ведущий в Норский Посад. Там она продолжается 2-й Красноперевальской улицей, которую метрах в 400 от моста пересекает ведущий к керамическому заводу и Норскому кладбищу Красноперевальский переулок. От этого переулка есть прямой выезд на пару шоссе, ведущих в Рыбинск. Кроме этих улиц, есть заасфальтированная 1-я Приречная улица, ведущая направо от улицы Куропаткова через застроенный новыми домами бывший пустырь, разделяющий фабричную и норскую части посёлка, к 1-й Норской набережной. Та заасфальтирована почти до своего начала. Параллельно этой набережной расположены неасфальтированные Пекарская улица, упирающаяся в здание санаторной школы-интерната № 10, улица Демьяна Бедного, упирающаяся в Парк Победы перед школой № 60, и Большая Любимская улица, идущая до 2-й от Волги дамбы. За улицей Куропаткова в «Чёртовом Углу» параллельно ей идёт только Хвойная улица.
В Норском посаде, кроме 2-й Норской набережной, следует выделить 3-ю Красноперевальскую, Садовую, 1-ю Кольцовую, Керамическую и Красноармейскую улицу.

## История
Норское известно с XV века как вотчина Петровского монастыря в Ярославле. В Средние века — одна из «богатых и цветущих промышленных рыбных слобод» Верхневолжья, наряду со слободами Борисоглебской и Рыбной. В царских грамотах XVII века Норское фигурирует как дворцовая рыбная ловецкая слобода. В 1702 году в слободе 57 дворов посадских и ловецких людей. Наличие в окрестностях болотной руды позволило жителям слободы и близлежащих сёл, деревень в межсезонье заниматься ковкой гвоздей широкого ассортимента и вывозить в столицы. В XVIII веке железо стало поступать через Ярославль с Урала. Оскудение рыбных богатств Волги в конце XVIII — первой половине XIX века заставляет жителей развивать торговлю и промыслы. Помимо гвоздарного появляются жестяной, шубный, штукатурный, лепной, малярный промыслы. В летнее время помимо ловли рыбы жители слободы сгоняли лес по реке Волге.

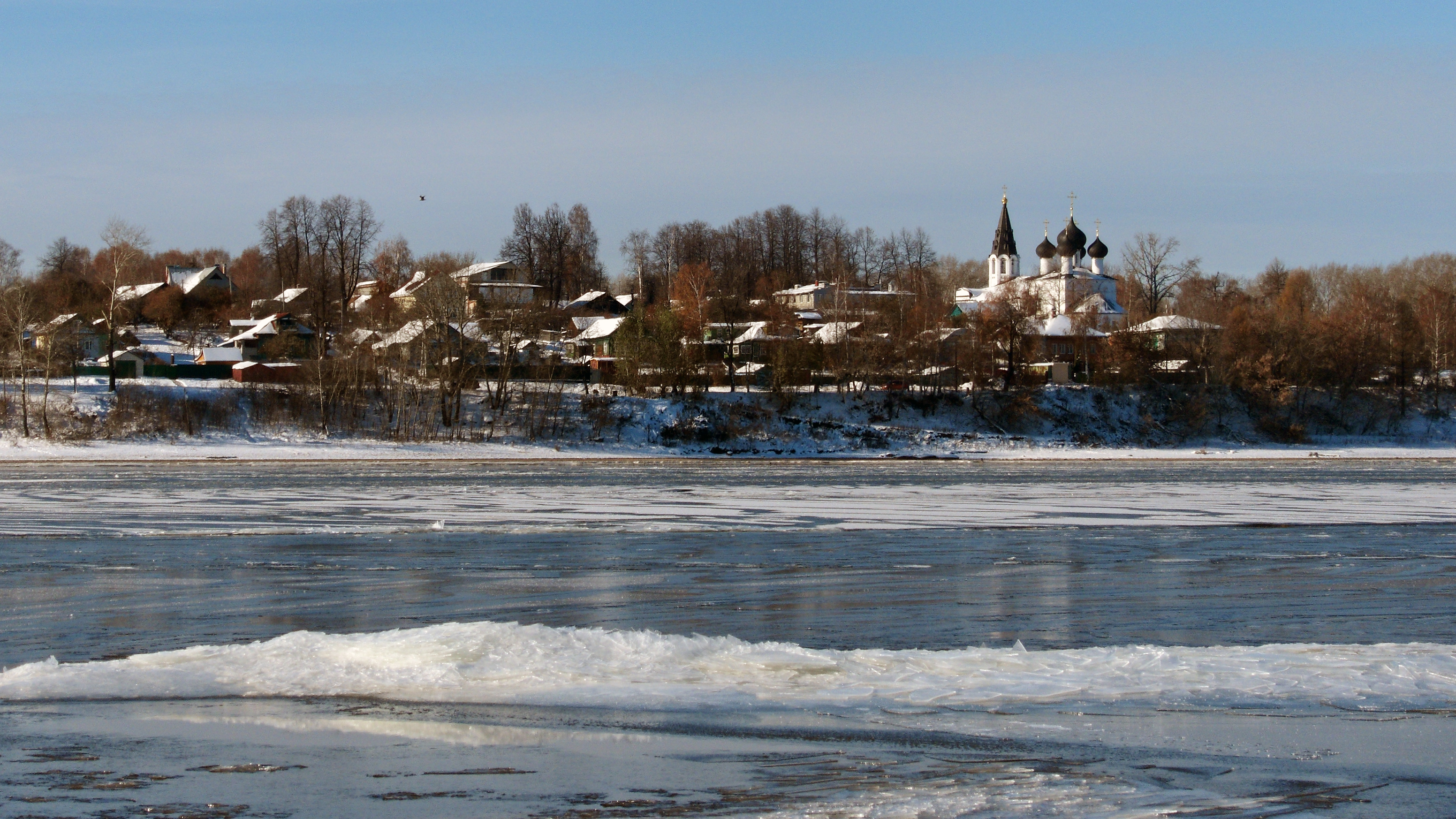
Вид с Волги на Троицкую церковь

Экономическое развитие способствовало планировочному развитию Норской слободы и превращению её в городской посад. В 1778 году указом губернатора А. П. Мельгунова слобода переименована в посад (безъуездный город). В начале XVIII века здесь функционирует ратуша, таможенная изба. Во второй половине XVIII века слобода делилась на 2 части: Заречную — древнюю на правом берегу реки Нижней Норы и Городину — на её левом берегу (граница Верхняя Нора, именуемая в народе Галкой). Среди деревянной застройки возвышались 4 каменных храма: Успенья Пресвятой Богородицы (1753 г.), Благовещенья Пресвятой Богородицы (1765 г.) Живоначальной Троицы (1745 г., по другим данным 1749 г.), в прилегающем к посаду с северо-запада селе Норском — Святого архистратига Михаила Архангела (1748 г.). Первый план Норского посада с выгоном и на острова по реке Волге (Дуткинские Большой и Малый, Жуковский) был сделан в 1773—1775 годах при генеральном межевании Ярославского наместничества, детальная проработка была осуществлена в 1832 году.

По плану 1851 года посад изображён в тех же границах. Левобережье (Городина) состоит из 12 кварталов, торговой площади близ церкви Успенья Богоматери. Продольные параллельные улицы: Набережная Волги, Успенская, Зайчикова, Поперечная и близ церкви Благовещенья — Ярославская. В Заречье Троицкая и Набережная. На середину XIX века в посаде 6 улиц и переулков, 1 площадь. Население около 840 человек. Среди них купцы — 111, мещане — 618, люди духовного звания — 36, военные — 28, чиновники — 13, дворяне — 10. Домов 164, из них 7 каменных. Общественные постройки: здание ратуши и пожарная часть. Ратушу возглавлял бурмистр — лицо выборное из купечества. Всего выборных по посаду 13 человек: староста, сотский с рассыльными, ценовщик, полесовщик и др. С 1860-х годов ратуша была заменена земской управой, во главе которой стоял староста. Хозяйственную жизнь посада определяли промыслы, торговля и ремёсла. Жители разводили огороды, сады, имели домашний скот. В 1840—1850-е годы в посаде 1—3 постоялых двора, 1 трактир, 1 харчевня, 1 молочная лавка при доме и 20 деревянных лавок на торговой площади. На воскресные базары приезжало от 5 до 10 возов крестьян и иногородних купцов. Торговали в основном съестными припасами. Рыбу сбывали преимущественно в Ярославле на сумму до 2 тыс. руб. серебром за сезон. Рыбный промысел был крепок ещё во второй половине XIX века. Однако, нерациональная ловля, развитие пароходства и сброс в Волгу промышленных отходов предприятиями привели к упадку промысла. Крупная промышленность на посаде и в округе на середину XIX века отсутствовала. На средства посадской думы в 1860-м году открыто двухклассное начальное училище с одним учителем, отведена комната в здании посадской думы на Успенской площади. В 1867 году на набережной выстроено каменное здание, где поселилось уже земское трехклассное училище (ныне школа № 17); в 1888 году — амбулатория[что?]. По земской реформе 1860—1870-х годов село Норское стало центром волости, объединявшей 16 сельских обществ с 57 деревнями. Примыкая к посаду, село нередко воспринималось как единое с ним целое. Так по данным краеведа А. А. Титова в Норском на 1880 год 306 дворов, 1925 жителей, 4 каменные церкви, лавки, воскресные базары, волостное правление. Данные же Статкомитета на 1890 год фиксируют в Норском посаде 1008 человек и 218 построек, то есть без села. 

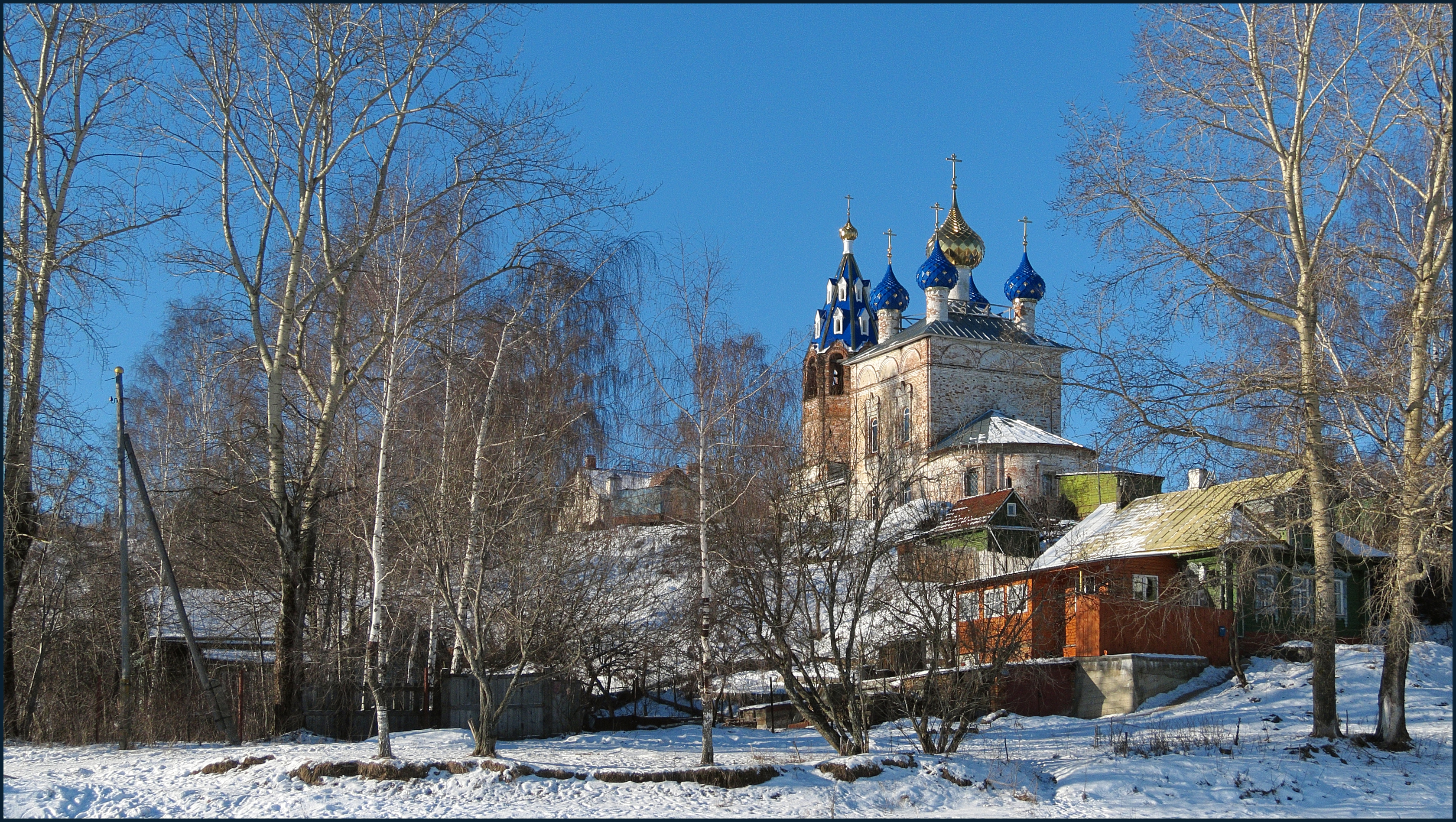
Успенская церковь была освящена в 1753 г.

В 1859—1860 годах близ Норского посада на Волге открылась льнопрядильная фабрика братьев Хлудовых, купленная позднее К. И. Прохоровым («Товарищество Норской мануфактуры»). Были выстроены трёхэтажные производственные корпуса. Фабрика выпускала ежегодно от 40 до 50 тыс. пудов пряжи и льняного полотна, в том числе по казённым заказам для военного ведомства. В 1870-е годы «Товарищество Норской мануфактуры» расширяет территорию, скупая участки земли близ деревни Пашуково, в пустошах Докучаевской, Корпушинской, Терино, и увеличивает производственные мощности. В 1872 году на фабрике работало до 1700 рабочих. Сырьё закупали в России в Ярославской, Вологодской, Владимирской и Вятской губерниях и на Западе во Франции и Бельгии. В 1872 году развели плантации льна для нужд фабрики в Белозерском уезде Новгородской губернии. В 1897 году Норская мануфактура была переоборудована для хлопчатобумажного прядильного производства. В конце 1890-х годов на предприятии уже числилось 2140 рабочих, сырьё закупали в Египте и Америке, а сбыт готовой продукции осуществляли на 20 ткацких фабриках центра России. Фабрика имела свой газовый завод, свои мастерские, рабочий посёлок: корпуса казарм, начальную школу с 3-летним сроком обучения, с 1860 года — больницу на 30 коек. В конце XIX — территория фабрики стала именоваться посёлок мануфактурной фабрики Норского посада.
Роспись доходов и расходов на 1897 год позволяет представить экономическую основу существования Норского посада. «Общие доходы составили 6874 руб. 51 коп. Из них около 20 % — сборы от торговых и трактирных заведений, около 5 % с документов на право торговли купцам, промысловикам, приказчикам и т. д. Около 50 % дохода принесла продажа участка общественной земли. Остальное — доходы от аренды земель на посаде и островах (под пахоту, огороды, сенокос, под склад лесных материалов, под постройки)». В статьях расходов — содержание посадской управы, пожарного депо, библиотеки, 2-классного училища с библиотекой, государственные и земские налоги.
В конце XIX — начале XX веков активизируется развитие зареченской части посада в сторону Норской мануфактуры. На 1913 год здесь три улицы: Зарецкая набережная, Троицкая, Новая. Однако центр посада по-прежнему в Городине. На парадной Набережной Волги близ церкви Благовещенья располагалось каменное здание посадской управы и думы с пожарным депо. В 1880-е годы головой посада был купец И. Д. Канатьев — торговец лесом, старостой в 1897 году — мещанин Я. М. Тоскин. Братья Тоскины владели трактиром, вели хлебную и бакалейную торговлю, при их трактире размещалась библиотека. На углу улиц Успенской и Ярославской располагалось уездное земство, невдалеке лечебница. В 1912 году в ней — приемный покой на 10 коек и инфекционное отделение на 12 коек. Земским врачом в это время был И. Ф. Смекалов, фельдшером И. М. Лебедев. Набережная Волги и улица Успенская были застроены в основном двухэтажными деревянными домами купцов и зажиточных мещан. На Базарной площади, близ церкви Успенской, стоял трактир Глызина. На улице Ярославской — столярная, сапожная и красильная мастерские. На 1914 год в посаде и рабочем поселке 2100 жителей, в селе — 356.
Весь XX век основным работодателем посёлка продолжала оставаться Норская мануфактура, переименованная в советское время в «Красный Перевал».
В 1944 году село Норское включено в черту Ярославля, в состав Красноперевальского района.

## Известные уроженцы, жители
Здесь в 1910 году родилась старейшая жительница Ярославля и всей России - Гадючкина Клавдия Михайловна. Родом из Норской слободы были родители художника Григория Угрюмова (1764—1823), в Успенском храме его крестили. В Норском родился и начинал своё служение ярославский священномученик Димитрий Смирнов (1870—1940). Уроженкой Норского является и его племянница — русская поэтесса и переводчик Мария Петровых (1908—1979). В селе Норском родились Герои Советского Союза: первый в области получивший это звание Александр Балашов (1905—1939), Николай Куропатков (1915—1945) и Александр Додонов (1907—1994). В честь них названы норские улицы. В Норском посаде родился и жил санитарный врач Георгий Курочкин (1875—1958). В семье священника Успенского храма появился на свет будущий профессор филологии, лингвист Борис Богородский (1896—1985).

## Инфраструктура

### Экономика
- ЗАО «Красный Перевал» — производство хлопчатобумажной пряжи.
- ЗАО «Норский завод керамических изделий».

### Социальная сфера

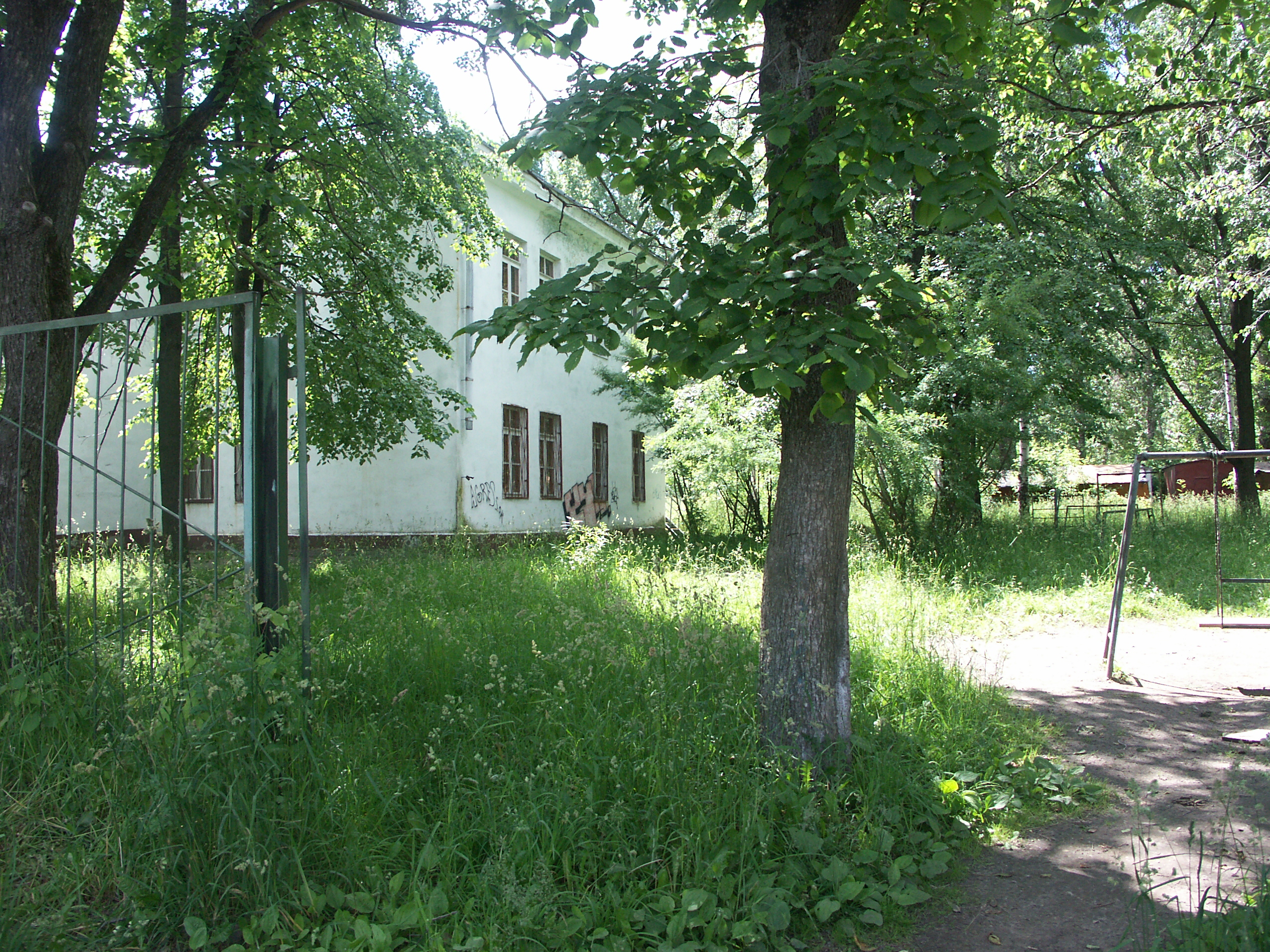
Детский сад в Норском

#### Образовательные и социальные учреждения
В Норском Посаде расположена основанная в 1860 году школа № 17 и отделение паллиативной помощи больницы № 9, а у фабрики — школа № 60 (ранее бывшая филиалом 17-й). К северу от неё, за заброшенным детским садом, вдоль Волги расположены Норский геронтопсихиатрический центр и санаторная школа-интернат № 10 для детей, инфицированных туберкулёзом.
В ярославской библиотеке-филиале № 15 им. М. С. Петровых (Ленинградский проспект, 117к2) имеется краеведческий музей, посвящённый истории Норского и его уроженцам.

#### Медицина

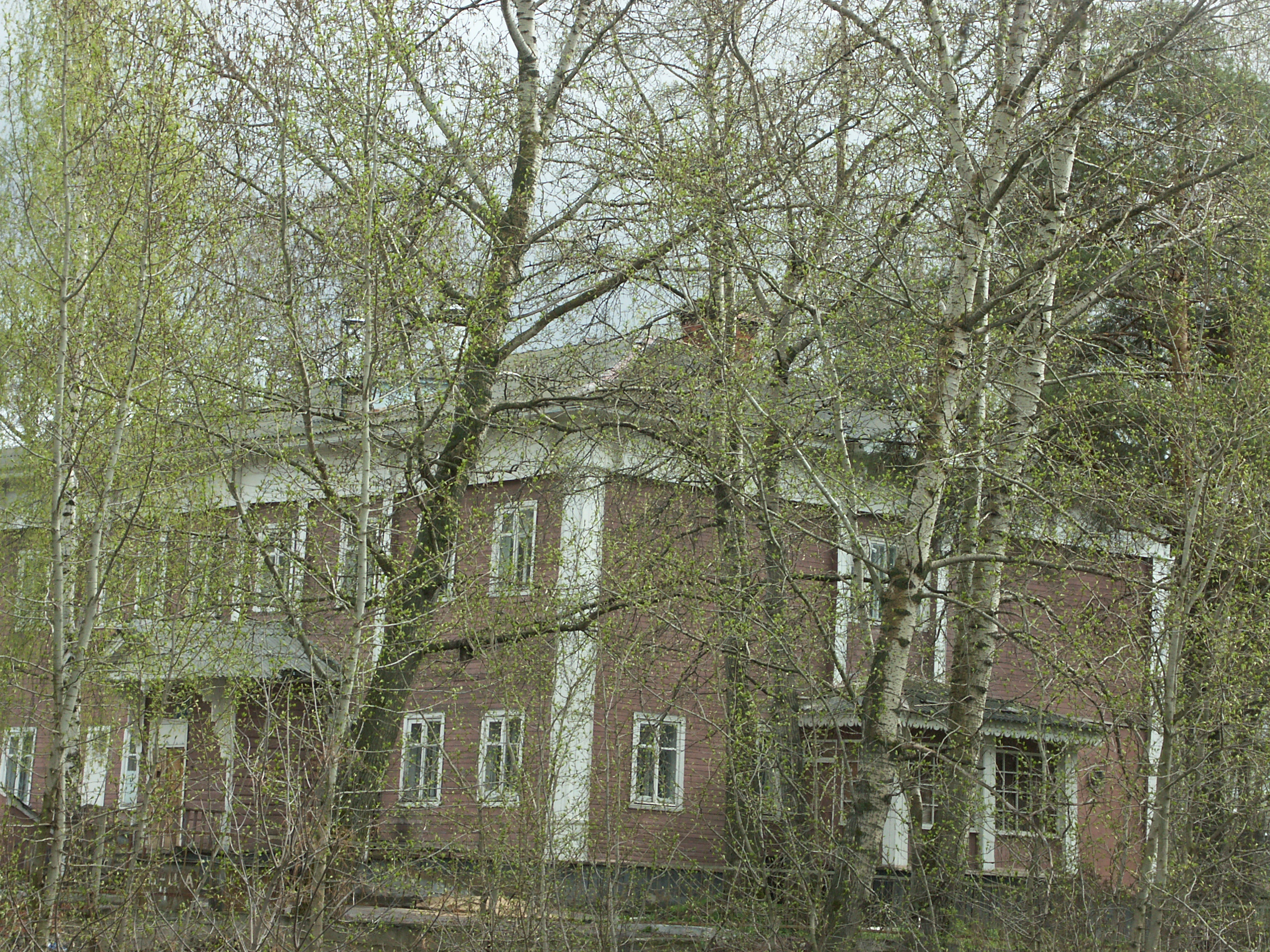
Бывшая больница № 4 (ныне снесённое главное здание)

Сразу за автобусной остановкой «Красный Перевал» по направлению на север, прямо перед ручьём Дунаем, ранее была расположена больница № 4, в её состав входили расположенные в больничной ограде старенькое 3-этажное деревянное здание главного корпуса больницы, маленький корпус лаборатории, старое деревянное одноэтажное здание поликлиники, в настоящее время обслуживающее только детей, а также расположенная вне ограды (на первом этаже кирпичного жилого здания, сданного в эксплуатацию в начале 1976 года) взрослая поликлиника. В настоящее время здания в ограде снесены, а поликлиника № 4, расположенная на 1 м этаже жилого здания, организационно передана в состав больницы № 9. При этом она уплотнена за счёт перемещения в западную половину детской поликлиники. Стоматологическое отделение поликлиники расположено довольно далеко от неё, гораздо ближе к зданию фабрики, почти напротив школы № 60.

### Спорт
В Норском существует футбольный клуб АО «НКЗ». Команда играет в открытом чемпионате города Ярославля по футболу. Становились чемпионами в 2018, 2019, 2021, 2022 годах.
На юго-западном краю Норского, что обращён к Брагино, расположен стадион фабрики, футбольная команда которой в годы существования СССР участвовала в чемпионате Ярославля.

## Достопримечательности

### Религия

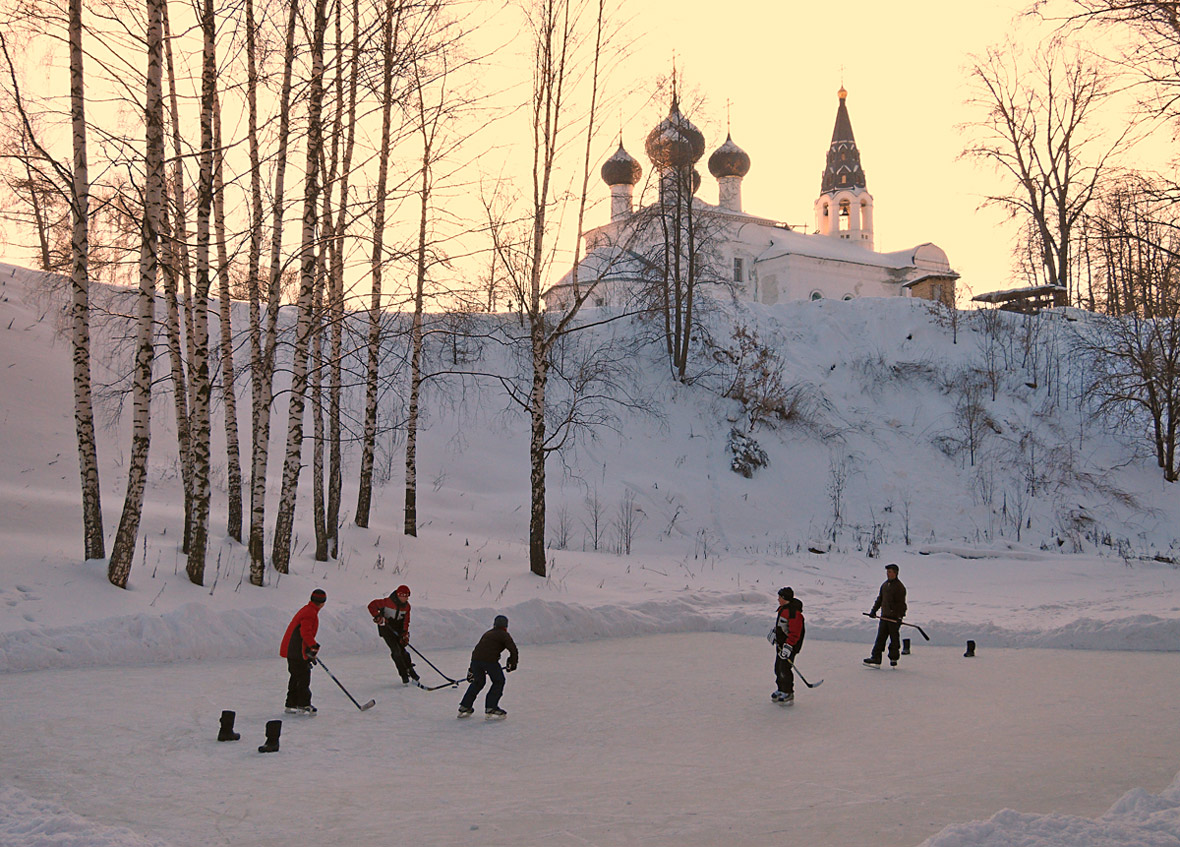
Храм Святой Троицы в Норском

В Норском расположено четыре действующих православных храма. Один из них, Храм Михаила Архангела, в Хрущёвские годы был одним из 4 работавших храмов города. Два других — Храмы Благовещения и Троицы — использовались при Советах как производственные помещения, возвращены Церкви после распада СССР, постепенно восстанавливают свой облик. Церковь Успения, хотя размещённый при СССР в ней клуб не работал уже в 1980-х гг., только в 2007 году возобновила работу, восстановление прежнего облика ещё впереди. До революции церкви Успения и Троицы составляли единое архитектурное украшение Норского, возвышаясь на разных берегах устья Норы.
Кроме этого, в Норском рядом с конечной остановкой троллейбусов и их диспетчерской расположен дом молитвы.

### Сады и парки
Рядом с «Красным Перевалом» расположен (к северу от улицы 1905 года) парк, преимущественно в нём растут тополя, но встречаются и другие деревья. В его центре расположен открытый к 30-летию Победы (1975) мемориал памяти уроженцев Норского, павших в Великой Отечественной войне. К северу от фабрики расположен её сад, где раньше располагались танцплощадка и аттракционы. В настоящее время сад запущен, площадки и заборы разобраны. К северу от школы № 60 расположен насаженный в 1975—1977 гг. силами её учащихся Парк Победы.
Напротив центральной части Норского и фабрики на другом берегу Волги расположены сосновые посадки конца 1960-х гг.

## Транспорт
- Автобусный маршрут № 6: Шинный з-д — НЗКИ. Схема остановок на территории Норского (частично кольцевая, по часовой стрелке):
  - Фабрика «Красный Перевал»
  - ЖК «Норские резиденции»
  - Улица Романовская
  - НЗКИ (конечная)
  - Школа № 17
  - ул. Красноперевальская
  - Нора
  - Улица Куропаткова
  - Троицкая аптека
  - Фабрика «Красный Перевал»
- Автобусный маршрут № 10: 15й микрорайон — НЗКИ. Схема остановок на территории Норского:
  - Фабрика «Красный Перевал»
  - Троицкая аптека
  - Улица Куропаткова
  - Нора
  - ул. Красноперевальская
  - Школа № 17
  - НЗКИ (конечная)
- Автобусный маршрут № 57: Ф-ка «Кр. Перевал» — Ул. Гудованцева:
  - Фабрика «Красный Перевал»
- Автобусный маршрут № 58: Ф-ка «Кр. Перевал» — Нижний посёлок:
  - Фабрика «Красный Перевал»
- Автобусный маршрут № 66: НЗКИ — Больничный городок. Схема остановок та же, что у автобуса № 10.
- Автобусный маршрут № 70: Ф-ка «Кр. Перевал» — ул. Труфанова (кольцевой маршрут). Схема остановок на территории Норского (против часовой стрелки):
  - Фабрика «Красный Перевал»
  - Троицкая аптека
  - Улица Куропаткова
  - Нора
  - ул. Красноперевальская
  - Школа № 17
  - НЗКИ
  - Улица Романовская
  - Сады «Текстильщик»
- Автобусный маршрут № 77: Ул. Труфанова — Ф-ка «Кр. Перевал» (кольцевой маршрут). Схема остановок на территории Норского (по часовой стрелке):
  - Сады «Текстильщик»
  - Улица Романовская
  - НЗКИ
  - Школа № 17
  - ул. Красноперевальская
  - Нора
  - Улица Куропаткова
  - Троицкая аптека
  - Фабрика «Красный Перевал»
- Троллейбусный маршрут № 3: Станция Ярославль-Главный — ф-ка «Кр. Перевал».
- Троллейбусный маршрут № 4: Торговый пер. — ф-ка «Кр. Перевал».
- Пригородная речная линия Ярославль — Константиновский. Пристань «Норское».